# Baníkovské sedlo
Baníkovské sedlo (2 045 m n. m.) leží v hlavním hřebeni Západních Tater. Vedou do něj modrá turistická značka z Jalovce a zelená od Roháčských ples.
Nad sedlem se nachází z jedné strany vrch Baníkov, který dosahuje nadmořské výšky 2 178 m, a z druhé Pachoľa (2166 m n. m.)